# Stary cmentarz żydowski w Radzyniu Podlaskim
Stary cmentarz żydowski w Radzyniu Podlaskim – kirkut mieści się przy ul. Zabielskiej. Data jego powstania ani pierwotna powierzchnia nie są znane. W czasie II wojny światowej uległ dewastacji. Obecnie na terenie kirkutu znajdują się budynki mieszkalne.